# Vasîlivka, Voznesensk
Vasîlivka (în ucraineană Василівка) este un sat în comuna Hrîhorivske din raionul Voznesensk, regiunea Mîkolaiiv, Ucraina.

## Demografie
Componența lingvistică a localității Vasîlivka
     Ucraineană (94,96%)
     Română (3,71%)
     Rusă (1,06%)
Conform recensământului din 2001, majoritatea populației localității Vasîlivka era vorbitoare de ucraineană (94,96%), existând în minoritate și vorbitori de română (3,71%) și rusă (1,06%).